# Рашитова, Альбина Минулловна
Альбина Минуловна (Минулловна) Рашитова (29 октября 1970) — советская российская футболистка («Олимп» (Ишимбай), КДС-Идель), российский тренер (СДЮШОР-10, клуб «Агидель» (Уфа)). Рекордсменка «Идели»: больше всего сыгранных матчей — 114, первый гол в истории команды (17 мая 1992, матч «Идель» — «Ритм» Вязники, 1:0), первый гол клуба в высшей лиге чемпионата страны (2 мая 1995, матч МИСИ — «Идель» — 1:1).
Среди учениц — Наталья Самигуллина, вызывавшаяся в сборную России
В марте 2011 у Альбины Рашитовой родилась дочь